# Circunscrições eclesiásticas católicas da Argentina
As circunscrições eclesiásticas da Igreja Católica na Argentina compreendem catorze províncias eclesiásticas. As províncias são subdivididas em 14 arquidioceses e 48 dioceses. A seguir são listadas as circunscrições, divididas por província eclesiástica.

## Província Eclesiástica de Bahía Blanca
- Arquidiocese de Bahía Blanca
- Diocese de Alto Valle del Río Negro
- Diocese de Bariloche
- Diocese de Comodoro Rivadavia
- Prelazia de Esquel
- Diocese de Rawson
- Diocese de Río Gallegos
- Diocese de San Carlos de Bariloche
- Diocese de Santa Rosa
- Diocese de Viedma

## Província Eclesiástica de Buenos Aires
- Arquidiocese de Buenos Aires
- Diocese de Avellaneda-Lanús
- Diocese de Gregorio de Laferrere
- Diocese de Lomas de Zamora
- Diocese de Morón
- Diocese de Quilmes
- Diocese de San Isidro
- Diocese de San Justo
- Diocese de San Martín
- Diocese de San Miguel
- Eparquia de San Charbel
- Eparquia de Santa María del Patrocinio

## Província Eclesiástica de Córdoba
- Arquidiocese de Córdoba
- Diocese de Cruz del Eje
- Prelazia de Deán Funes
- Diocese de Villa de la Concepción del Río Cuarto
- Diocese de San Francisco
- Diocese de Villa María

## Província Eclesiástica de Corrientes
- Arquidiocese de Corrientes
- Diocese de Goya
- Diocese de Oberá
- Diocese de Posadas
- Diocese de Puerto Iguazú
- Diocese de Santo Tomé

## Província Eclesiástica de La Plata
- Arquidiocese de La Plata
- Diocese de Azul
- Diocese de Chascomús
- Diocese de Mar del Plata

## Província Eclesiástica de Mendoza
- Arquidiocese de Mendoza
- Diocese de Neuquén
- Diocese de San Rafael

## Província Eclesiástica de Mercedes-Luján
- Arquidiocese de Mercedes-Luján
- Diocese de Merlo-Moreno
- Diocese de Nueve de Julio
- Diocese de Zárate-Campana

## Província Eclesiástica de Paraná
- Arquidiocese de Paraná
- Diocese de Concordia
- Diocese de Gualeguaychú

## Província Eclesiástica de Resistencia
- Arquidiocese de Resistencia
- Diocese de Formosa
- Diocese de San Roque de Presidencia Roque Sáenz Peña

## Província Eclesiástica de Rosário
- Arquidiocese de Rosário
- Diocese de San Nicolás de los Arroyos
- Diocese de Venado Tuerto

## Província Eclesiástica de Salta
- Arquidiocese de Salta
- Prelazia de Cafayate
- Diocese de Catamarca
- Prelazia de Humahuaca
- Diocese de Jujuy
- Diocese de Orán

## Província Eclesiástica de San Juan
- Arquidiocese de San Juan de Cuyo
- Diocese de La Rioja
- Diocese de San Luis

## Província Eclesiástica de Santa Fé
- Arquidiocese de Santa Fé de la Vera Cruz
- Diocese de Rafaela
- Diocese de Reconquista

## Província Eclesiástica de Tucumán
- Arquidiocese de Tucumán
- Diocese de Añatuya
- Diocese de Concepción
- Arquidiocese de Santiago del Estero

## Eparquias
- Eparquia de San Gregorio di Narek é dependente direta da Santa Sé.